# Tom Clancy's Ghost Recon Phantoms
Tom Clancy's Ghost Recon Phantoms (Ghost Recon Phantoms) é um jogo eletrônico de ação em terceira pessoa, multijogador lançado em 15 de agosto de 2012 para a plataforma Microsoft Windows na América do Norte e prevista para o console Wii U em 2013 . Em 24 de maio de 2011, a Ubisoft anunciou que seu estúdio de desenvolvimento de Singapura  iria desenvolver Ghost Recon Online para o segundo semestre de 2011, após uma versão beta. Em 7 de junho de 2011, durante a E3, a Nintendo anunciou o lançamento para o console Wii U, além de apresentar trailers e demos para esta versão do jogo.